# خوان بيريز
خوان بيريز (بالإسبانية: Juan Pérez)‏ هو دراج تشيلي، ولد في 1932.

## وصلات خارجية
- خوان بيريز على موقع إحصائيات الدراجات الإحترافية (الإنجليزية)
- خوان بيريز على موقع أوليمبيديا (الإنجليزية)